# Panoramique des Dômes

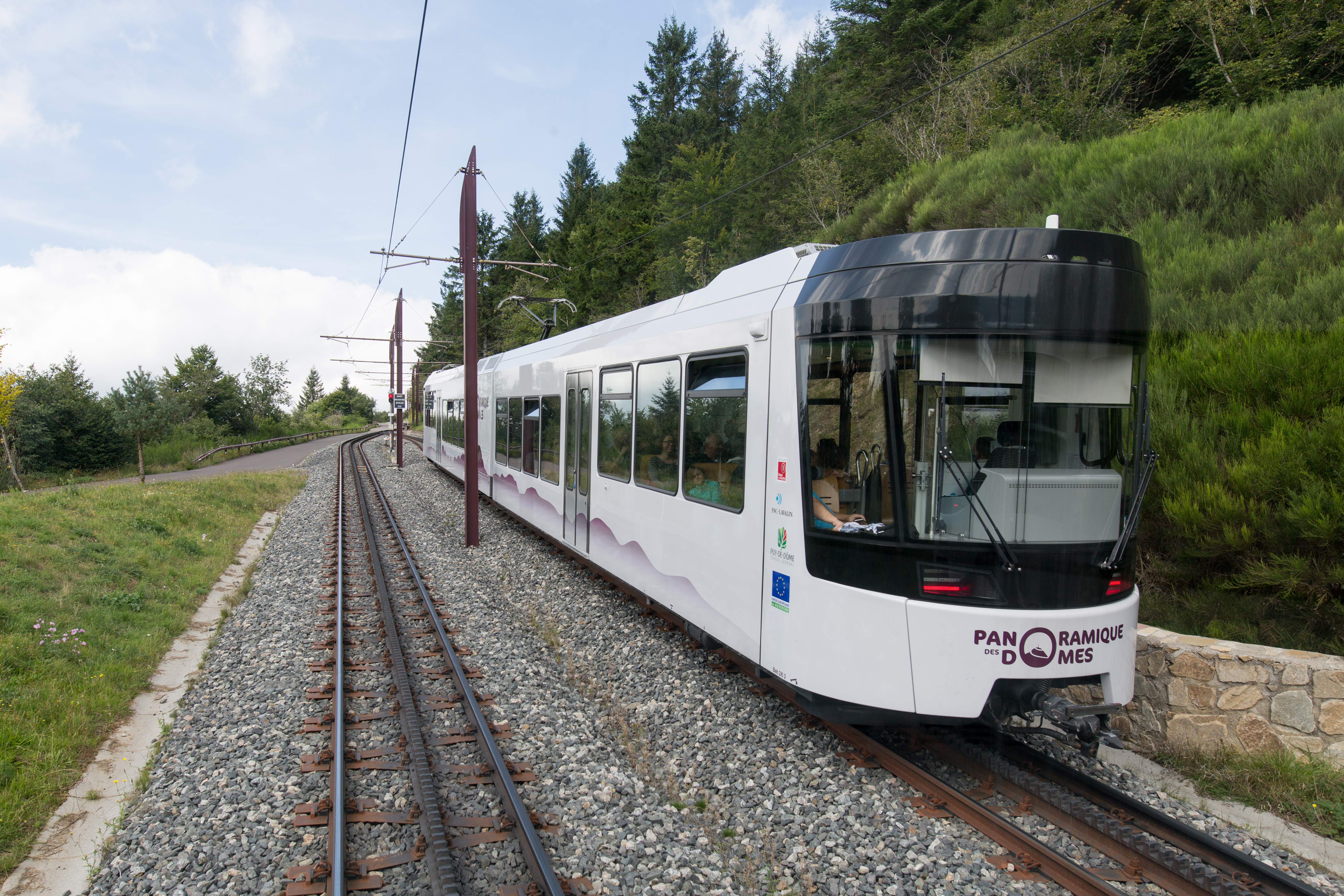
Stadler GTW 2/6 van de Panoramique des Dômes

De Panoramique des Dômes is een metersporige tandradbaan aangelegd op de flanken van de uitgedoofde vulkaan Puy de Dôme in het Franse Centraal Massief in de gemeenten Orcines en Ceyssat van het departement Puy-de-Dôme, in Auvergne.
De conseil général van het departement stemde voor de aanleg van de tandradbaan in 2008. De projectkost was 86,6 miljoen euro. Hiervan nam het departementsbestuur 30 miljoen euro voor zijn rekening, het Europees Fonds voor Regionale Ontwikkeling 12 miljoen, de regio Auvergne en Clermont Auvergne Métropole elk 6 miljoen, de Franse staat 5 miljoen en de resterende 27,6 miljoen de uitbater. SNC-Lavalin startte de aanleg in maart 2010 en kreeg een contract van 35 jaar voor de uitbating van de spoorweg.
De baan heeft een traject van 5,1 km lengte, buiten een dubbelspoor halfweg het traject volledig in enkelspoor. Voor de stroomvoorziening werd gekozen voor 1,5 kV gelijkspanning. De maximale hellingsgraad bedraagt 15,5%. Als tandradsysteem werd gekozen voor Strub. Het dalstation ligt op 890 meter, het bergstation ligt op 1.406 meter hoogte.
De lijn wordt sinds 26 mei 2012 uitgebaat door het Canadese bedrijf SNC-Lavalin in opdracht van het departementsbestuur van Puy-de-Dôme. Hiervoor worden vier Stadler GTW-treinstellen van 3 bakken ingezet. Elk treinstel van 45 ton met een lengte van 36,5 meter heeft een capaciteit van 200 personen met 112 zitplaatsen en 88 staanplaatsen. Dit laat toe tot 1.200 personen per uur te transporteren. De trein gaat dagelijks om het uur, in het hoogseizoen om de 20 minuten.
Op 28 oktober 2012 was er een ongeluk met een leeg treinstel. Een audit werd uitgevoerd door het Zwitserse Transports de Martigny et Régions. Deze leidde tot de conclusie dat het om een menselijke fout ging. Het bedieningspersoneel van Transdev Auvergne werd vervangen door personeel van CFTA, een filiaal van Transdev gespecialiseerd in toeristische bergtreintjes en de lijn werd heropend op 2 mei 2013.

## Foto's

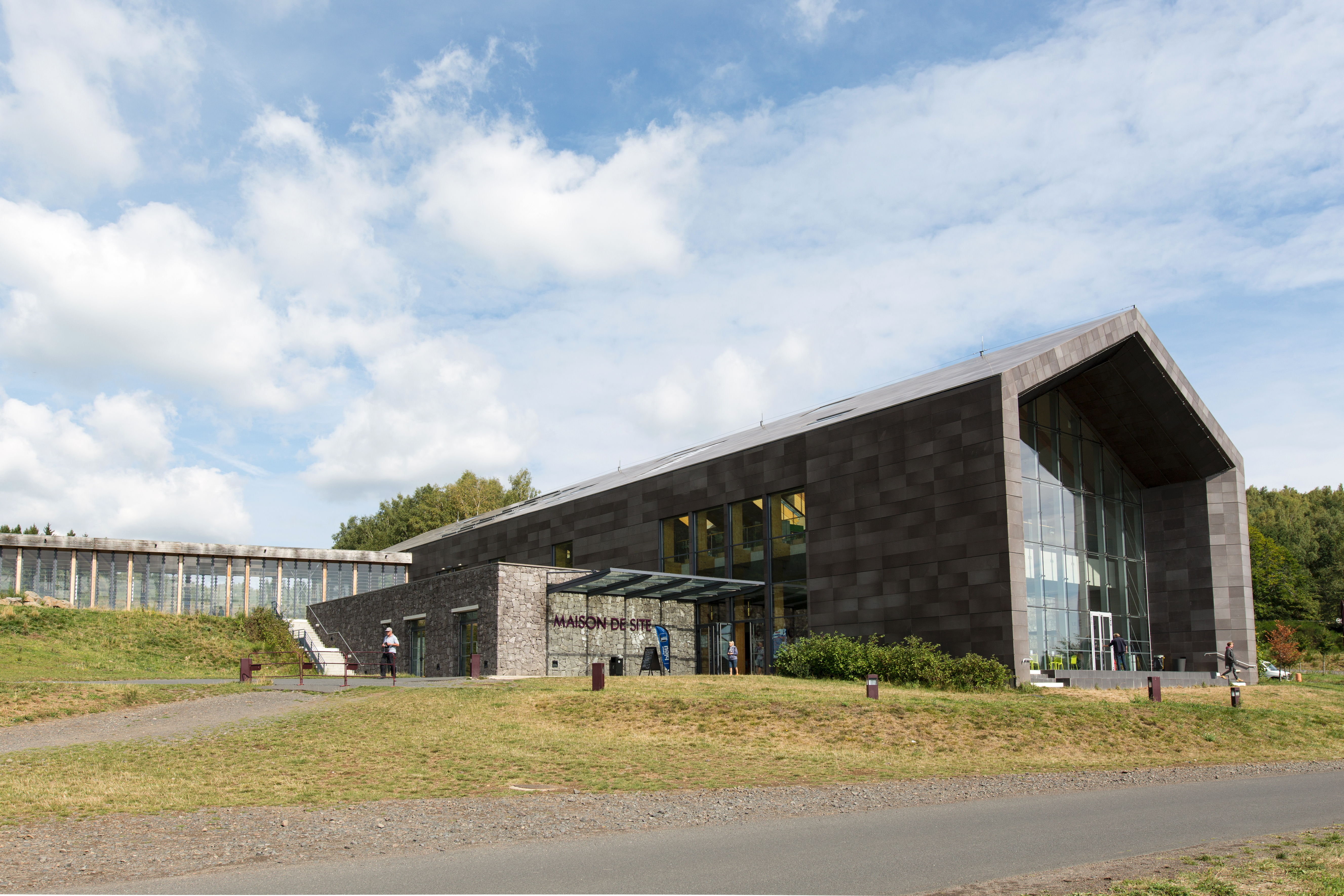
Het dalstation van de DomExpress
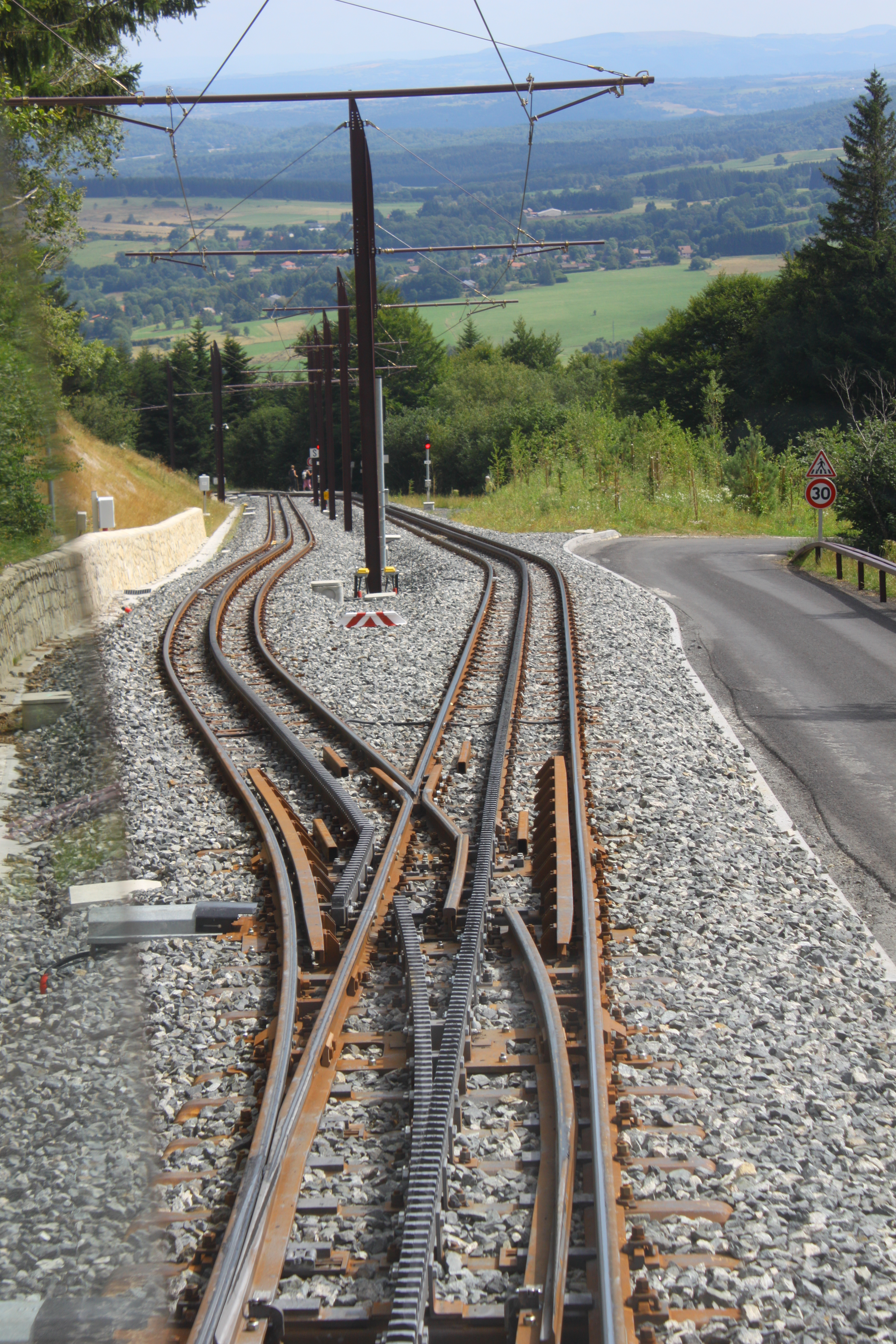
Twee sporen halfweg het traject
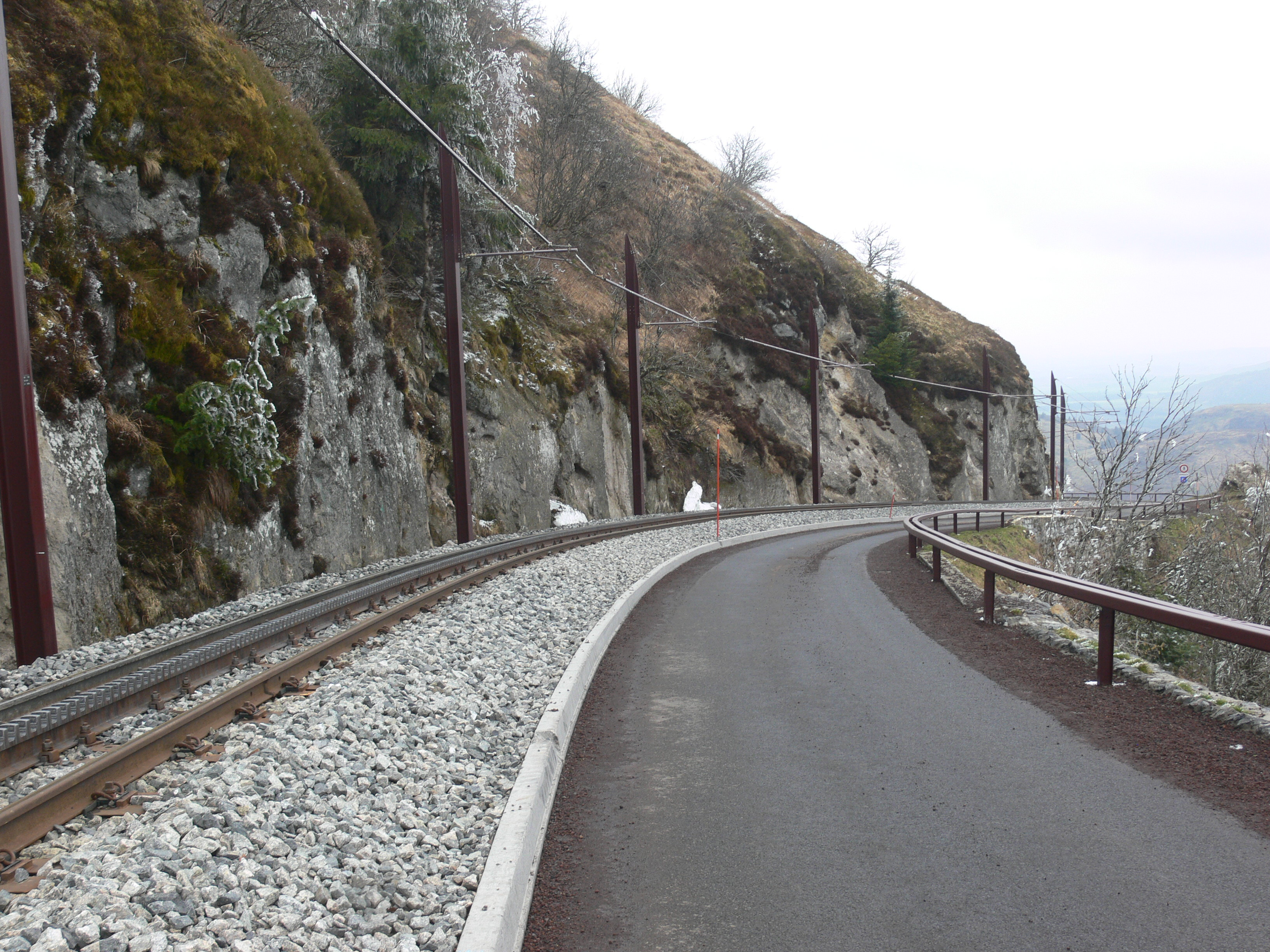
Spoorwegbedding langs de baan
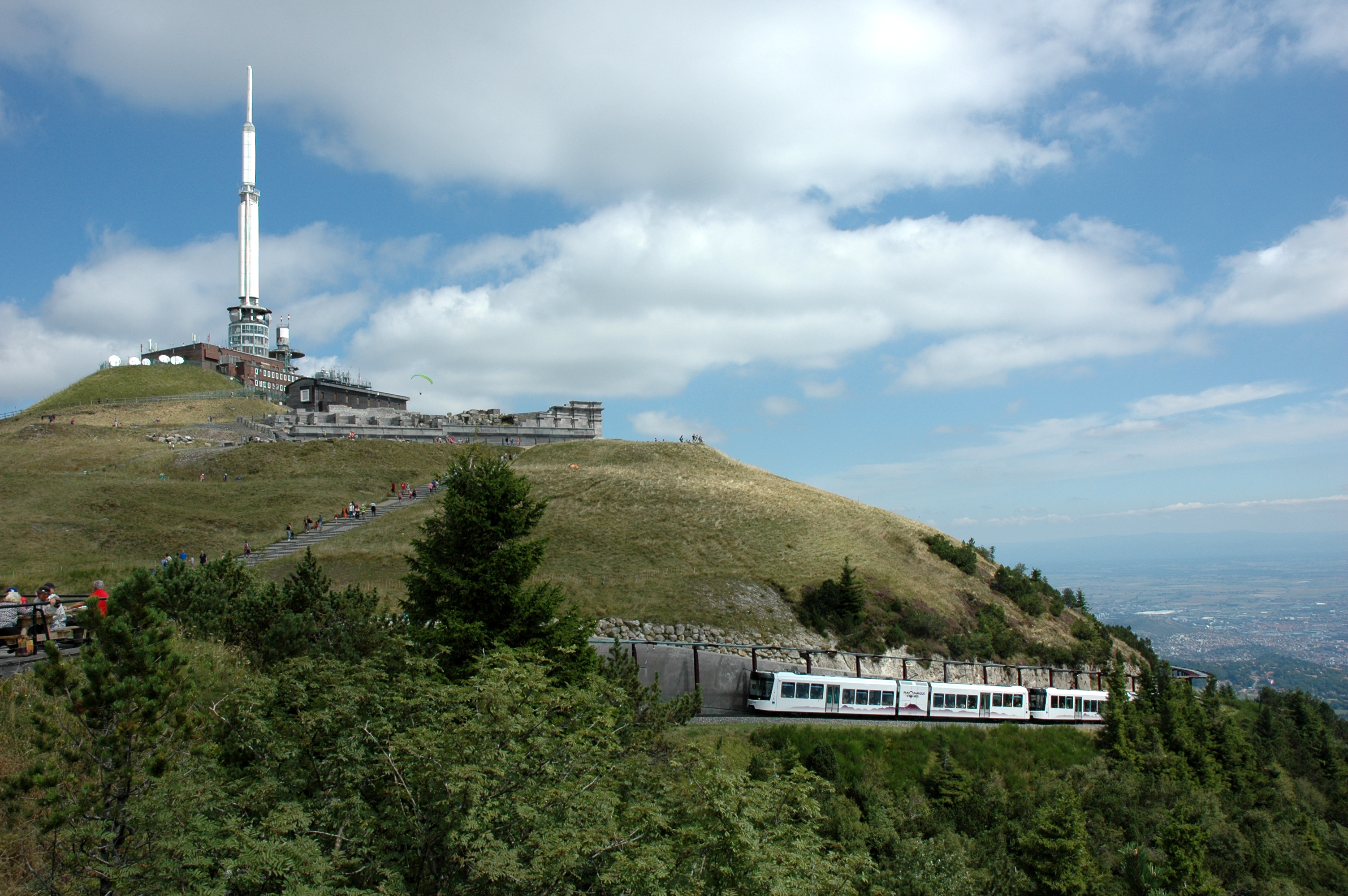
Treinstel op het laatste deel van de beklimming
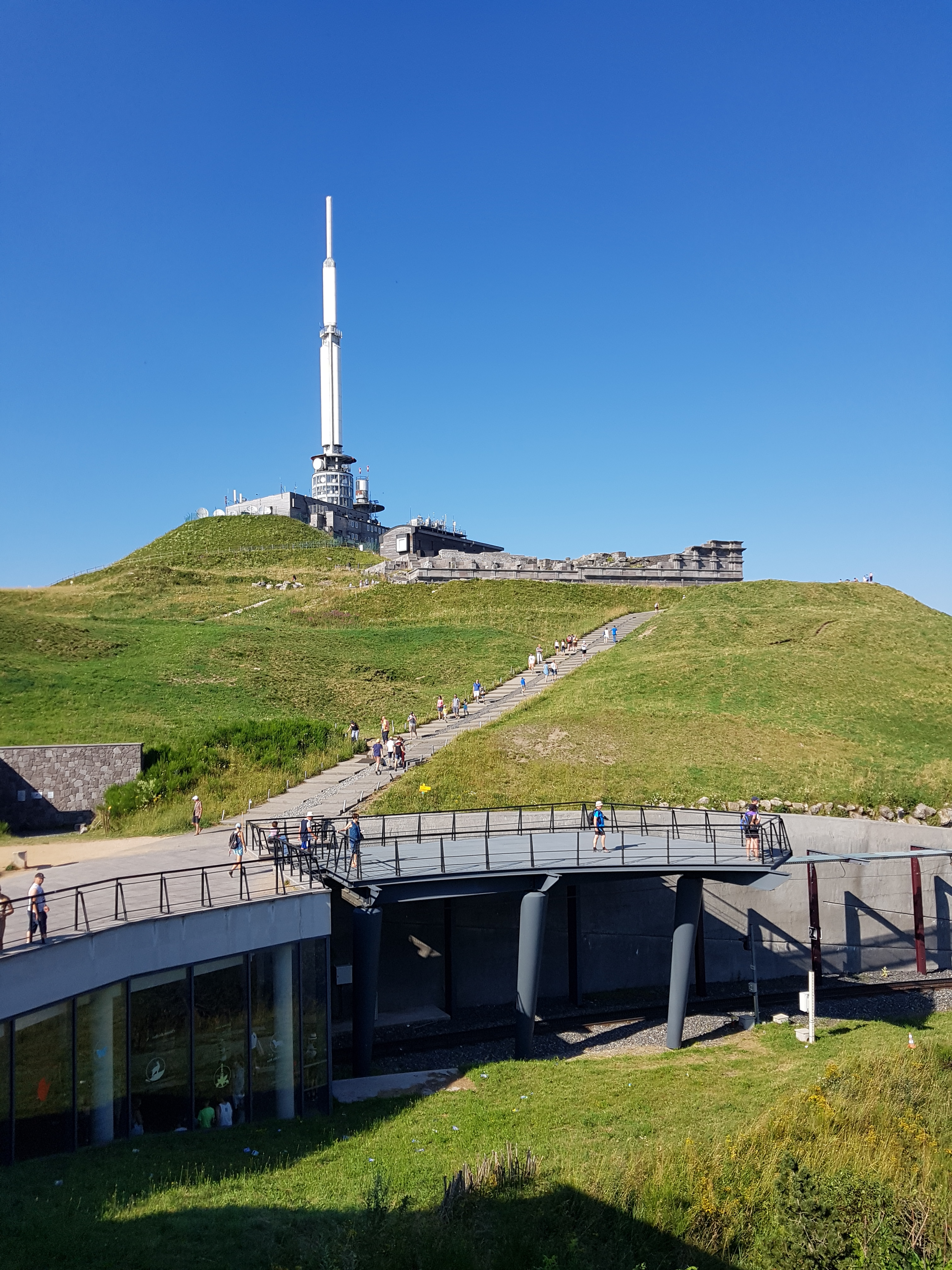
Bergstation op de Puy de Dôme